# Li Linsi
Dans ce nom chinois, le nom de famille, Li, précède le nom personnel.
Li Linsi (chinois simplifié : 厉麟似 ; chinois traditionnel : 厲麟似 ; pinyin : Lì Línsì), né le 18 février 1896 et mort le 21 octobre 1970, était un éducateur, diplomate et érudit chinois moderne, reconnu comme l'une des figures clés de l'histoire culturelle et diplomatique chinoise moderne. Li était connu pour ses efforts pour sauver des centaines de Juifs fuyant vers Shanghai pendant la Seconde Guerre mondiale. En tant que consultant diplomatique auprès de Chiang Kai-shek, Li a été un facilitateur clé des relations sino-allemandes dans les années 1930 et a été un partisan majeur de la diplomatie chinoise avec la Société des Nations. Il a été cofondateur de certaines des organisations les plus influentes de la Chine, y compris la branche chinoise des Nations Unies. Considéré comme le Mahatma Gandhi de Chine, Li était le leader de la résistance non-violente de la Chine contre l'agression japonaise. Réputé comme un pont humain reliant les cultures chinoise et européenne, Li a grandement contribué à aider l'Occident à comprendre les anciennes philosophies chinoises et a introduit de nombreuses pensées progressistes occidentales en Chine. Li est mort à Shanghai pendant la Révolution culturelle. Son fils aîné est Li Shengjiao, un diplomate et juriste chinois réputé,,,.

## Biographie

### Jeunesse
Li Linsi est né dans une famille littéraire chinoise distinguée à Hangzhou le 18 février 1896. Son père, Li Liangyu (厉良玉), était un officiel de la Dynastie Qing, éducateur et artiste renommé, qui a cofondé la Xiling Society of Seal Arts, l'une des plus importantes associations artistiques traditionnelles de Chine. Son quatrième arrière-grand-père paternel, Li E (厉鹗), était un grand poète et érudit pendant la dynastie Qing, qui a été reconnu comme un chef de la poésie de la Dynastie Qing. Il était un descendant de Jiang Ziya (姜子牙), le premier ministre fondateur légendaire chinois pendant la Dynastie Zhou.
Après avoir été diplômé de l'Université de Tongji en 1915, Li a poursuivi ses études au Japon et en Allemagne, diplômé successivement de l'Université de Sophia, de l'Université d'Iéna et de l'Université de Heidelberg. Il a obtenu sa maîtrise en droit et son doctorat en philosophie.
En voyageant à travers l'Europe, Li est entré en contact avec une série d'idées progressistes occidentales, et a connu une poignée d'étudiants chinois prometteurs, dont Zhou Enlai (周恩来) et Zhu De (朱德), qui devint plus tard les dirigeants de la République populaire de Chine. Li a également établi une profonde amitié avec le sinologue allemand Richard Wilhelm.
Il a participé au premier Institut de Chine en Allemagne à l'Université de Francfort, une institution de recherche fondée par Richard Wilhelm. L'installation s'est engagée à encourager l'Occident à mieux comprendre les cultures chinoises. Li a aidé l'institution à lancer plusieurs revues sur les études chinoises, telles que la Chine, l'Annuaire Chine-Allemagne et East Asia Review. Il a également contribué à l'organisation de divers séminaires et expositions sur les études chinoises pour l'institution,.

### Carrière sous la République de Chine
Li est retourné en Chine en 1930 et a rejoint le gouvernement en tant que responsable de l'éducation, sur la recommandation de Tchang Kaï-chek (蒋介石), alors leader de la République de Chine. Il est devenu plus tard un consultant diplomatique à Chiang.
Li était l'un des principaux promoteurs et praticiens de la diplomatie chinoise avec de la Société des Nations dans les années 1930. Il a activement promu la communication, la coopération et la coordination entre la Chine et la Société des Nations - le prédécesseur des Nations Unies - qui était la première organisation internationale dont la mission principale était de maintenir la paix dans le monde. En 1932, afin de renforcer les relations entre la Chine et la Société des Nations, Li a servi en tant que représentant culturel et éducatif du gouvernement chinois pour effectuer une visite officielle en Europe, y compris en Suisse, où siège la Société des Nations. Le voyage réussi de six mois a renforcé l'échange culturel et la coopération entre la Chine, l'Europe et la Société des Nations.
Li a également cofondé certaines des organisations les plus influentes de la Chine, notamment l'Institut chinois de coopération culturelle mondiale de la Société des Nations en 1933. Il a fait progresser les relations diplomatiques entre la Chine et la Société des Nations et a joué un rôle majeur dans le fonctionnement de certains affiliés chinois de la Société des Nations, y compris l'Association chinoise de la Société des Nations. Il a également participé à la fondation de la branche chinoise des Nations unies après le remplacement de la Société des Nations par les Nations unies.
Li a joué un rôle crucial dans l'existence et le développement de la Mission militaire allemande en Chine et a été un facilitateur clé des relations sino-allemandes dans les années 1930. Il était le bras droit de Tchang Kaï-chek sur la diplomatie de la Chine envers l'Allemagne, et un lien entre les principaux dirigeants chinois et le groupe consultatif militaire allemand,.

### Aider les Juifs pendant la Seconde Guerre mondiale
Après la guerre de la Chine avec le Japon a éclaté en 1937, Li a démissionné de son poste dans le gouvernement central et a déménagé sa famille de Nanjing à Shanghai. Durant la période de l'île isolée à Shanghai pendant la Seconde Guerre mondiale, la famille de Li habitait sur la route de Ximo dans la colonie internationale de Shanghai, zone non occupée par les envahisseurs japonais, mais contrôlé par les forces britanniques et américaines. En tant que personnalité prestigieuse dans les cercles culturels et diplomatiques chinois, Li a été engagé comme professeur à l'Université nationale de Jinan - la première université en Chine à recruter des étudiants étrangers.
Pendant cette période, un grand nombre de Juifs, principalement d'Allemagne et d'Autriche, ont fui à Shanghai pour échapper aux nazis. Li avait la réputation d'aider les Juifs de la communauté juive de Shanghai.
En utilisant ses relations personnelles et ses ressources, Li a contribué à faire de Shanghai un meilleur endroit pour ces réfugiés juifs. Longtemps, Shanghai est resté le seul endroit au monde à offrir inconditionnellement un refuge aux Juifs fuyant les nazis.
Li a été profondément ému par la tragédie de ces gens et a contribué autant qu'il a pu à la communauté juive en tant que riche local qui a passé plus d'une décennie en Allemagne. Il a même abrité plusieurs réfugiés juifs qui étaient ses amis en Allemagne.
Avec l'aide de Li et d'autres riches natifs, une communauté juive moderne a émergé: davantage de logements pour les réfugiés juifs ont été aménagés, des entreprises ont été créées, des publications allemandes ont circulé et même un orchestre a été formé. Shanghai est devenu un point lumineux rare pour le peuple juif dans la situation sombre de cet âge,.

### Mahatma Gandhi de Chine
La vie de Li connut une forte baisse après le déclenchement de la guerre du Pacifique en décembre 1941 quand l'armée japonaise a occupé les parties contrôlées britanniques et américaines de Shanghai. La famille de Li a vécu dans la misère et a finalement été séparée de lui en raison de son refus de travailler pour les occupants japonais.
Après la chute du règlement international de Shanghai, l'université nationale de Jinan s'est déplacée hors de Shanghai, mais Li est restée. Connu sous le nom de Mahatma Gandhi de Chine, Li a commencé à diriger les intellectuels de Shanghai pour combattre les envahisseurs japonais d'une manière non-violente. La stratégie non-violente de Li s'est avérée pratique. La philosophie non-violente de Li a inspiré une vaste foule, non seulement les élites culturelles chinoises, mais aussi une nouvelle génération d'étudiants, ainsi que les masses chinoises et les gens de la communauté internationale,.

### Carrière sous la République populaire de Chine
Après la fondation de la République populaire de Chine en 1949, Li a travaillé comme professeur à l'Université d'études internationales de Shanghai. Il est mort pendant la Révolution culturelle à Shanghai à l'âge de 74 ans,,.